# GhettOut
GhettOut je česká free-to-play počítačová hra, která simuluje život v ghettu. Byla vyvinuta v roce 2007 a vydána následujícího roku. Jejím záměrem je šířit osvětu o problematice sociálního vyloučení směrem k většinové populaci. Hra obsahuje prvky z oblasti problematiky zadlužování, zaměstnání, užívání návykových látek, bydlení, diskriminace na úřadech a podobně. Hráči musí zvolit takovou životní strategii, která je dovede k úspěšnému cíli v podobě získání nového bydlení, protože jejich domu hrozí demolice.

## Hratelnost
Hra je simulací sociální reality – života v sociálně vyloučené lokalitě Vybydlov. Hráči se setkávají se s překážkami ve formě problémů s nevyhovujícím bydlením, závislosti na charitě, diskriminace na trhu práce a balancování na hraně zákona, které jsou typické pro život lidí pocházejících z prostředí sociálního vyloučení. Stěžejním momentem je rozhodování mezi legálními a nelegálními činnostmi, které jsou však krátkodobě výhodnější. Průchod hrou je nelineární a nabízí více různých možností, jak ji dohrát.
Hráč ovládá postavu, která je obyvatelem bytového domu v ghettu, který má být do roka zbourán; do té doby musí sehnat jiné bydlení. Hra funguje v tazích, jeden tah je jeden týden, měsíc má čtyři tahy. Hráč tak má 48 tahů na splnění úkolu hry. Na začátku každého tahu hráč nastaví rozpočet: každý týden se rozhoduje za kolik peněz nakoupí jídlo, jednou za měsíc přijde výplata nebo dávky; musí se ale také zaplatit nájem a energie, případně i splátky úvěrů. Poté se hráč může pohybovat po místní čtvrti a navštěvovat různé lokace. Může jít na návštěvu příbuzných a zlepšit si s nimi vztahy, nebo například do hospody, kde je možné pít pivo, koupit si drogy, zahrát si automaty nebo se porvat (rvačka má ve hře podobu logické minihry). Další možností je navštívit zastavárnu, kde je možné koupit nebo prodat vybavení domácnosti, nebo se vydat do některé z institucí, které se ve čtvrti nachází; mezi ně patří policejní stanice, lékařská ordinace, banka, pracovní agentura, advokátní kancelář, úvěrová společnost a další. Hlavním úkolem je sehnat práci, v tomto ohledu má hráč mnoho možností od zametání ulice po řidiče dodávky. Platí zde různé podmínky a omezení, například pokud chce získat práci jako skladník v supermarketu, musí si obstarat potravinářský průkaz; pokud chce dělat řidiče, musí mít řidičské oprávnění a podobně. Pokud hráč zaměstnání sežene, musí pravidelně chodit do práce, musí ale také udržovat dobré vztahy s rodinou a svou osobní pohodu. Stále se objevují nové náklady, kdy například syn rozbil sousedovi okno, bratranec chce půjčit peníze a podobně, a příjem ze zaměstnání je nejistý, stejně jako nelegální výdělky (např. krádeže kovů, pomoc při prostituci a podobně). Náladu také může krátkodobě vylepšit užívání drog, které však přináší zdravotní a finanční potíže. Úspěšný konec hry nastane, pokud se hráči podaří do konce roku získat dost prostředků na nové bydlení pro rodinu. Toho je možné dosáhnout, když si udrží stálé zaměstnání, našetří peníze a získá hypotéku.

## Vývoj
Hra vznikla v návaznosti na stolní hru Cesta z ghetta, která se zaměřuje na stejnou problematiku. Ta byla vytvořena v roce 2006 spoluprací neziskové společnosti TADY A TEĎ a organizace Člověk v tísni. Hra GhettOut byla vyvíjena od roku 2007 ve spolupráci TADY A TEĎ a Nadace Vodafone ČR. Na jejím vývoji se podíleli jak profesionální programátoři a animátoři, tak odborníci věnující se se problematice vyloučení a terénní práci s rodinami z vyloučených lokalit. Hudbu do hry složila a nahrála hiphopová skupina Bow Wave a hlavní postavu nadaboval Tomáš Hanák. Veřejnosti byla představena v dubnu 2008. Společnost TADY A TEĎ hru v letech 2008 až 2010 používala jako trenažér životních strategií při realizaci seminářů na základních a středních školách a rovněž v dětských domovech a jiných zařízení. V rámci tohoto projektu bylo realizováno 60 seminářů, kterých se zúčastnilo 870 žáků a studentů.
V roce 2009 bylo oznámeno, že se pracuje na ženské verzi hry, podle autorů je totiž ženský život v ghettu stejně těžký, ale naprosto jiný. Tato verze však vydána nebyla.

## Přijetí a ocenění
Hra byla přijata pozitivně, její vznik přivítala například ministryně pro oblast lidských práv a národnostních menšin Džamila Stehlíková, která měsíc po jejím vydání uvedla: "Člověk lépe pochopí situaci druhého, když se na to podívá jeho očima. Dochází ke ztotožnění se s aktérem, není pak prostor pro nesnášenlivost. Na té hře je také znát, že cesta ze sociálního vyloučení vůbec není jednoduchá." Nadace Vodafone získala za hru speciální ocenění za kreativní využití technologií pro dobrou věc v anketě TOP Firemní Filantrop 2008 vyhlášené Fórem Dárců. V říjnu 2009 byla hra vybrána ministerstvem vnitra, aby reprezentovala ČR v mezinárodní soutěži o evropskou cenu prevence kriminality ECPA 2009. Na finále ve Stockholmu v prosinci téhož roku sice projekt GhettOut nezvítězil, obdržel však zvláštní cenu poroty za inovativní a originální přístup k problematice sociálně vyloučených lokalit.

## Galerie

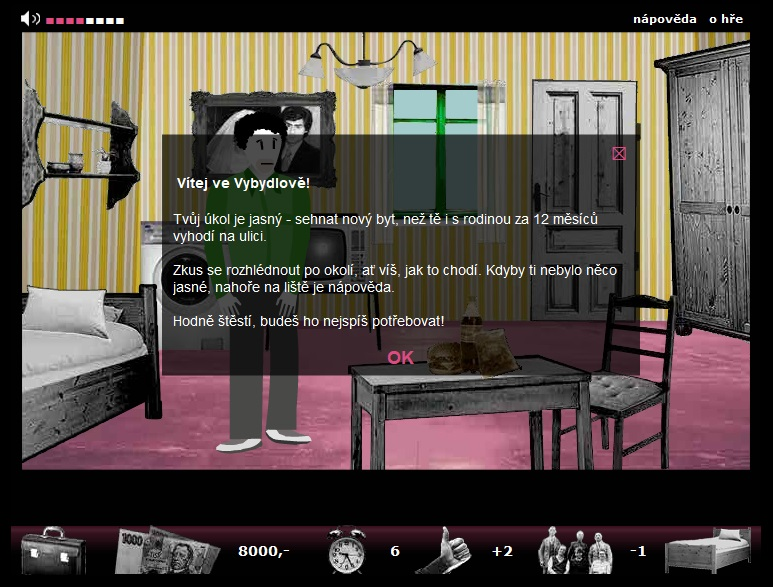
Úvod hry v bytě hlavní postavy
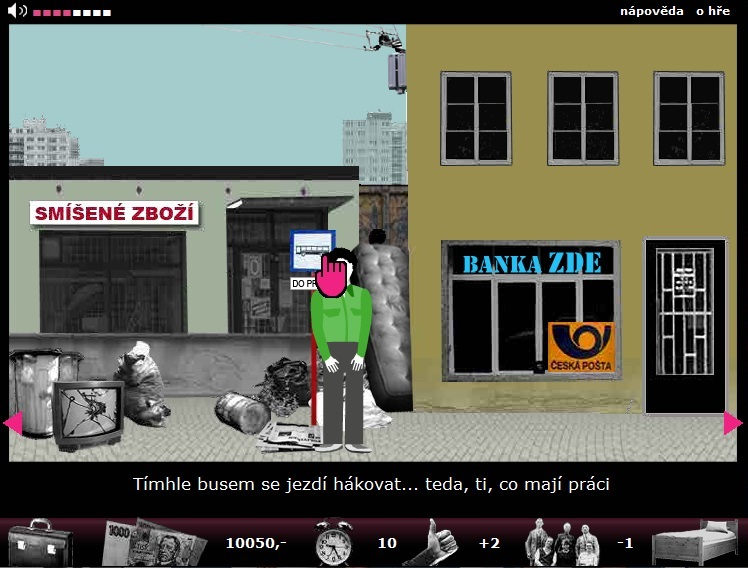
Autobusová zastávka na ulici ve Vybydlově
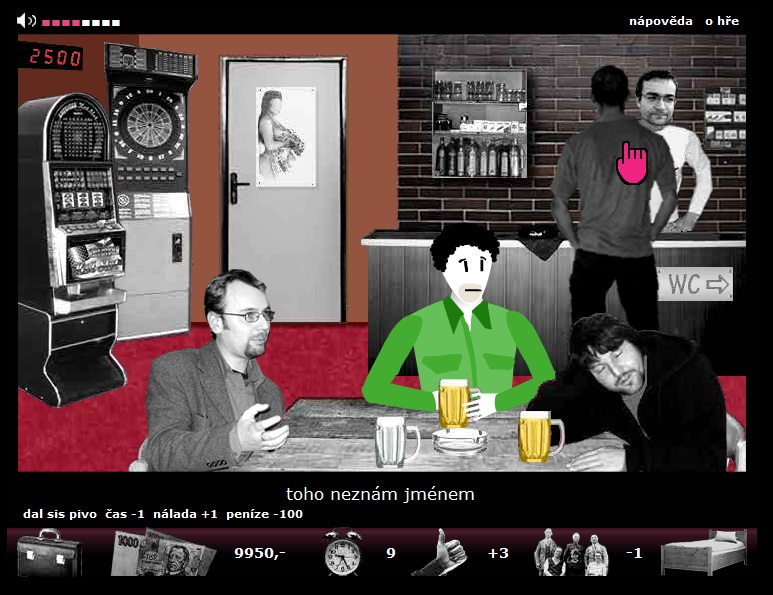
Hospoda ve Vybydlově